# Nuxia
Nuxia, biljni rod iz porodice Stilbaceae smješten u tribus Stilbeae. Sastoji se od 15 vrsta , uglavnom u Africi i na Madagaskaru.

## Etimologija
Rod Nuxia nazvan je u čast M. de la Nuxa, francuskog botaničara amatera s otoka Reunion. 

## Opis
Opisan je u Tabl. Encycl. Meth., Bot. 1: 295. 1791. 
Grmovi i drveća. Po broju vrsta to je najveći rod porodice Stilbaceae. Njegova tipična vrsta je maskarenski endem Nuxia verticillata, visoko drvo sa Mauricijusa i Réuniona.

## Vrste
1. Nuxia allorgeorum Jovet
2. Nuxia ambrensis Jovet
3. Nuxia capitata Baker
4. Nuxia congesta R.Br. ex Fresen.
5. Nuxia coriacea Soler.
6. Nuxia floribunda Benth.
7. Nuxia glomerulata (C.A.Sm.) I.Verd.
8. Nuxia gracilis Engl.
9. Nuxia involucrata Aug.DC.
10. Nuxia isaloensis Jovet
11. Nuxia oppositifolia (Hochst.) Benth.
12. Nuxia pachyphylla Baker
13. Nuxia pseudodentata Gilg
14. Nuxia sphaerocephala (Baker) Baker
15. Nuxia verticillata Lam.